# Fagivorina grisea
Fagivorina grisea är en fjärilsart som beskrevs av Mautz 1941. Fagivorina grisea ingår i släktet Fagivorina och familjen mätare. Inga underarter finns listade i Catalogue of Life.